# Dante Di Benedetti
Dante Di Benedetti (Genzano di Roma, 28 ottobre 1916 – Formia, 8 febbraio 1984) è stato un calciatore italiano, di ruolo attaccante.

## Carriera

### Club

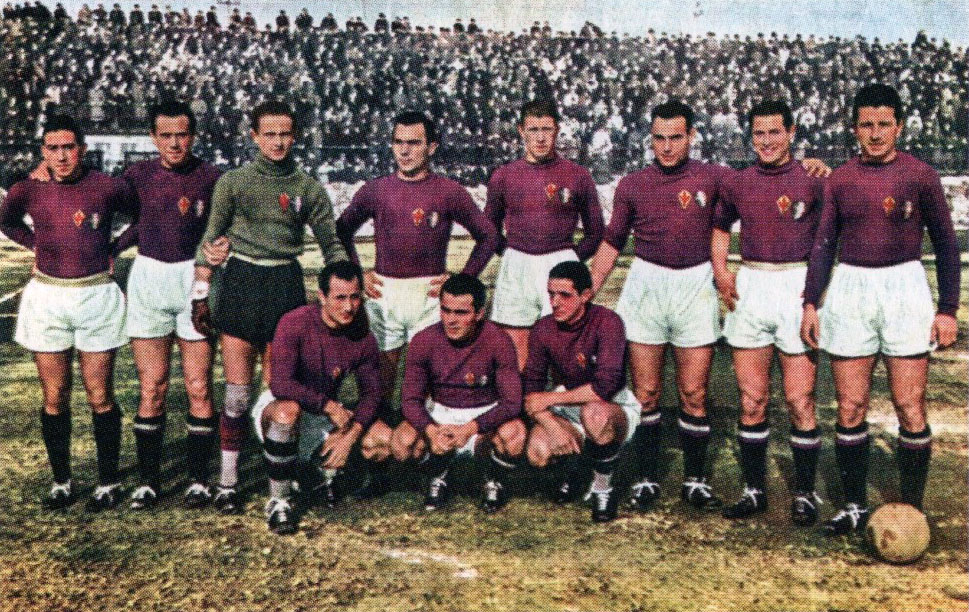
Di Benedetti (accosciato, primo da sinistra) nella Fiorentina del 1940-1941

Cresciuto nelle giovanili della Roma, esordì in Serie A il 9 febbraio 1936 in Napoli-Roma (1-2), firmando uno dei due gol del club capitolino. In due anni tra le file della società giallorossa realizzò 13 gol in 31 partite, quindi passò alla Fiorentina, dove firmò il medesimo score nell'arco di due campionati.
Dopo una parentesi in Serie B alla Lucchese, in prestito, tornò alla Fiorentina, quindi si trasferì prima al Pisa e poi al Bari, con cui nella stagione 1945-1946 vinse il titolo di capocannoniere del Campionato Bassa Italia Serie A-B con 13 reti.
Nel 1946 passò al Napoli, appena tornato in Serie A, con la cui maglia realizzò 20 gol in 47 partite. Dopo una breve parentesi nuovamente tra le file del Bari, chiuse la carriera tra le file della Jesina, nel 1950.
Ha collezionato complessivamente 143 presenze e 52 reti nella Serie A a girone unico e 80 presenze e 46 reti in Serie B.

### Nazionale
Conta una presenza e un gol in Nazionale B.

## Palmarès

### Club
- Serie B: 1

Fiorentina 1938-1939

### Individuale
- Capocannoniere Campionato Bassa Italia Serie A-B:

Bari 1945-1946 (13 gol)